# 雅培海底山
雅培海底山（英語：Abbott Seamount），又稱雅培海底平頂山，是一座位於太平洋夏威夷－皇帝海山鏈的海底平頂山。在3600万至4000万年前，雅培海底山曾經爆发。雅培海底山位於北纬31°48' 00"，东经174°18'00"。